# Ukraiński Instytut Pamięci Narodowej
Ukraiński Instytut Pamięci Narodowej (UIPN) (ukr. Український інститут національної пам'яті (УІНП)) – instytucja publiczna powołana przez rząd Ukrainy 31 maja 2006, której zadaniem jest badanie historii walki o niepodległość Ukrainy, upamiętnienie uczestników tych walk, jak również ofiar wielkiego głodu na Ukrainie (Hołodomoru) i komunistycznych represji politycznych.
Instytut działalność rozpoczął 3 marca 2007. Jego pierwszym prezesem był Ihor Juchnowski (2007–2010). 9 grudnia 2010 Instytut został zlikwidowany dekretem prezydenta Wiktora Janukowycza, po czym powtórnie utworzony uchwałą Rady Ministrów Ukrainy 12 stycznia 2011.

## Prezes Instytutu
Prezes Instytutu powoływany jest przez Gabinet Ministrów (rząd Ukrainy) na wniosek premiera.
- Ihor Juchnowski (2006–2010) (p.o.)
- Walerij Sołdatenko (2010–2014)
- Wołodymyr Wjatrowycz (2014–2019)
- Anton Drobowycz (2019–2024)
- Ołeksandr Ałfiorow (2025-)